# Sunifred I. (Barcelona)
Sunifred I. von Barcelona (* um 810; † 848) war von 844 bis 848 Graf von Barcelona.

## Herkunft und Nachkommen
Sunifreds Vater war aller Wahrscheinlichkeit nach Graf Borrell von Osona, insofern beide mit den in einer Urkunde Kaiser Ludwigs des Frommen aus dem Jahr 829 genannten Sunicfredo und dessen Vater Bosrello identisch waren. Die Wahrscheinlichkeit dieses Sachverhalts wird zumindest in jüngeren geschichtswissenschaftlichen Betrachtungen vertreten.
Verheiratet war Sunifred mit einer Dame namens Ermesende, die offenbar eine Tochter des Grafen Bello von Carcassonne war. Der wurde in der älteren Fachliteratur selbst als Vaters Sunifreds betrachtet, da dessen Sohn Miró in einer Urkunde aus dem Jahr 879 als Enkel Bellos bezeichnet wird. Wahrscheinlicher aber war Bello über die Mutter Mirós, also Ermesende, dessen Großvater. Die Kinder Sunifreds und Ermesendes waren:
- Wilfried der Haarige (?–897), Graf von Barcelona
- Miró der Ältere (?–896), Graf von Roussillon und Conflent
- Radulf, (?–896), Graf von Besalú
- Sunifred (?–890), Abt von Arles
- Riculf (?–916), Bischof von Elne
- Sesenanda
- Ermesinde (?–898)

## Titel
- 834 bis 848 Graf von Urgell und Cerdanya
- 844 bis 848 Graf von Barcelona, Roussillon, Girona, Osona, Besalú, Narbonne, Agde, Béziers, Lodève, Melguelh und von Nîmes
- Graf von Conflent während einer kurzen Periode vor 848

## Leben
834 erhielt Sunifred vom fränkischen König Ludwig der Fromme die Grafschaften Urgell und Cerdanya, die in den Jahren 835 (Cerdanya) und 838 (Urgell) von Galí I. Asnar, eines Verbündeten von Musa ibn Musa, besetzt worden waren.
842 drang ein maurisches Heer des Emirs von Córdoba, Abd ar-Rahman II. unter Führung von Abd al-Wahid und von Musa ibn Musa in die Grafschaft Barcelona ein. Die Mauren wandten sich dem Landesinneren zu, um nach Septimanien weiterzuziehen. Sie konnten aber von Sunifred zurückgeschlagen werden, noch bevor sie die Cerdanya erreichten.
Dieser Erfolg gilt als Grund dafür, dass der neue Frankenkönig Karl der Kahle nach dem Tode Bernhards von Septimanien Sunifred zum Grafen und Markgrafen von Barcelona, Girona, Osona, Besalú, Narbonne, Agde, Béziers, Lodève, Melguelh und Nîmes ernannte – zusätzlich zu seinen Grafschaften Cerdanya und Urgell.
Im Dezember 847 bat der Emir um einen Friedensvertrag.
Nach dem Tod von Berà II. (zwischen 846 und 848) wurde auch die Grafschaft Conflent von der Cerdanya und damit von Sunifred abhängig.
Es gilt als wahrscheinlich, dass sowohl Sunifred als auch sein Bruder Sunyer durch Wilhelm von Septimanien, Sohn von Bernhard von Septimanien, ermordet wurden. Wilhelm hatte sich mit Pippin II. von Aquitanien verbündet, sich 848 gegen Karl den Kahlen erhoben und die Grafschaften Empúries und Barcelona besetzt.
Einer seiner Söhne, Wilfried, wurde 878 als Wilfried der Haarige Graf von Barcelona. Er gilt als Begründer von Katalonien.